# Музей мистецтв Індіанаполіса
Музей мистецтв Індіанаполіса (англ. Indianapolis Museum of Art)(відомий також за скороченням IMA) це енциклопедичний музей мистецтв, розміщений у місті Індіанаполіс, столиці штату Індіана, США. Музей розташований та території, площею 0,62 кв. км на північний захід від центру міста.
Музей мистецтв Індіанаполіса є дев'ятим за рахунком найстарішим та восьмий найбільший енциклопедичний мистецький музей США. Постійна колекція включає в себе більше 54 000 робіт, в тому числі африканських, американських, азійських та європейських. Значні частини колекції складаються з: картин неоімпресіоністів; Японського живопису періоду Едо; Китайської кераміки і бронзи; картин, скульптур, і гравюр Поля Гогена і Школи Понт-Авена; Велика кількість робіт Вільяма Тернера; а також зростаючої колекції робіт сучасного мистецтва.

## Вибрані твори (галерея)

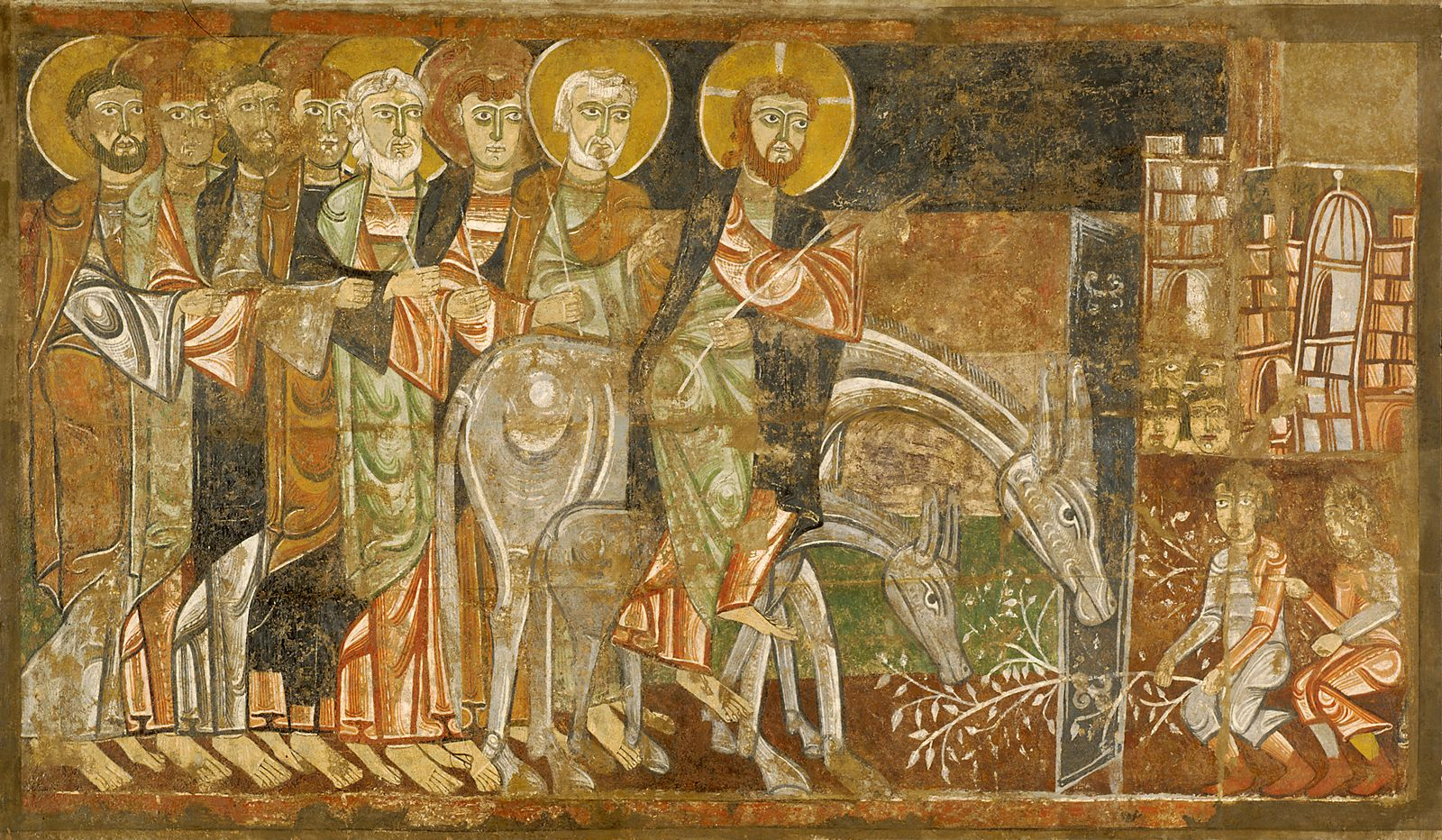
Невідомий романський художник 12 ст. з Іспанії. Романська фреска Вхід Господній у Єрусалим, 1125 р. Музей мистецтв Індіанаполіса

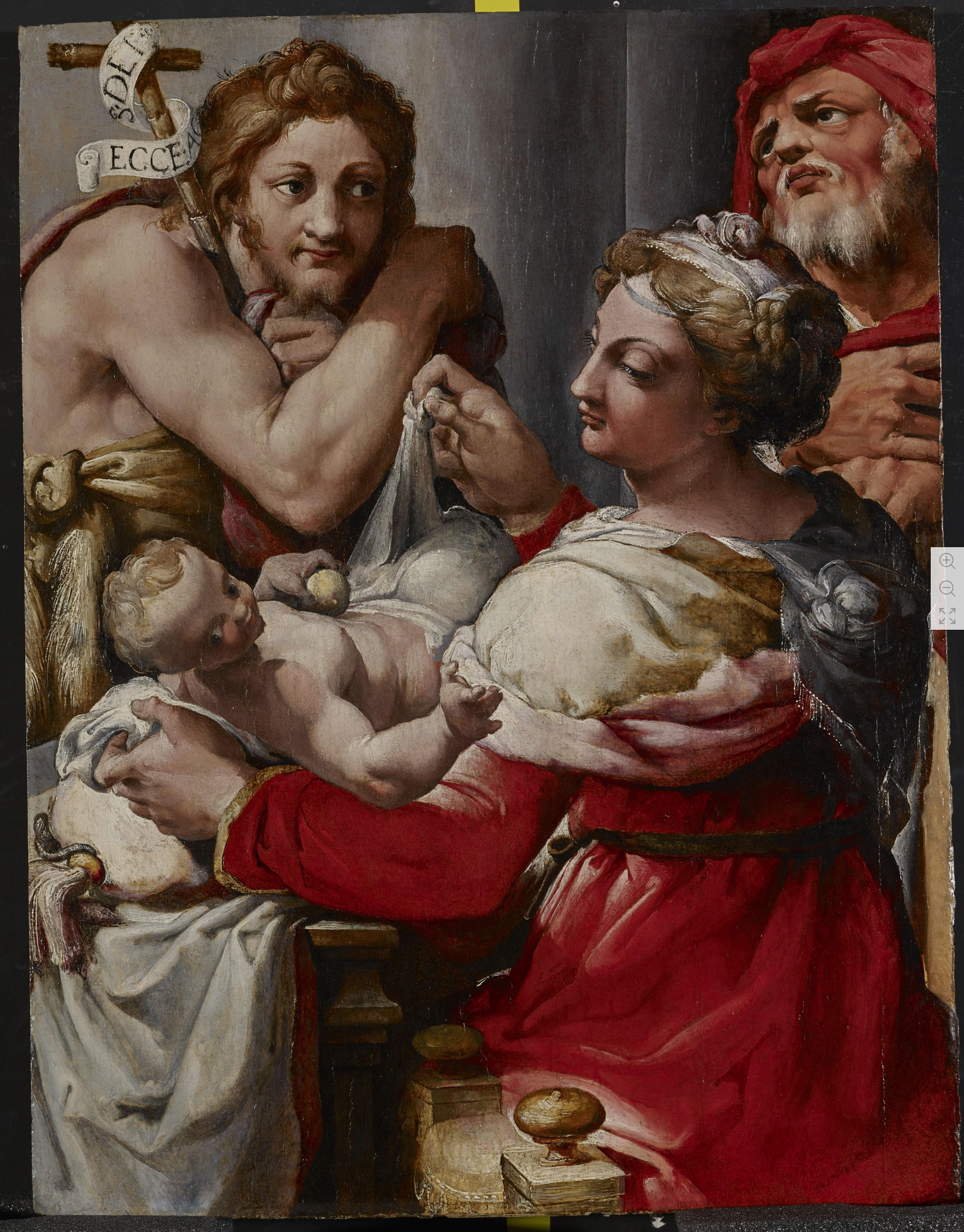
Худ. Нозаделла. «Свята Родина з Іваном Хрестителем (Нозаделла)», 1550—1560, Музей мистецтв Індіанаполіса, Індіанаполіс.

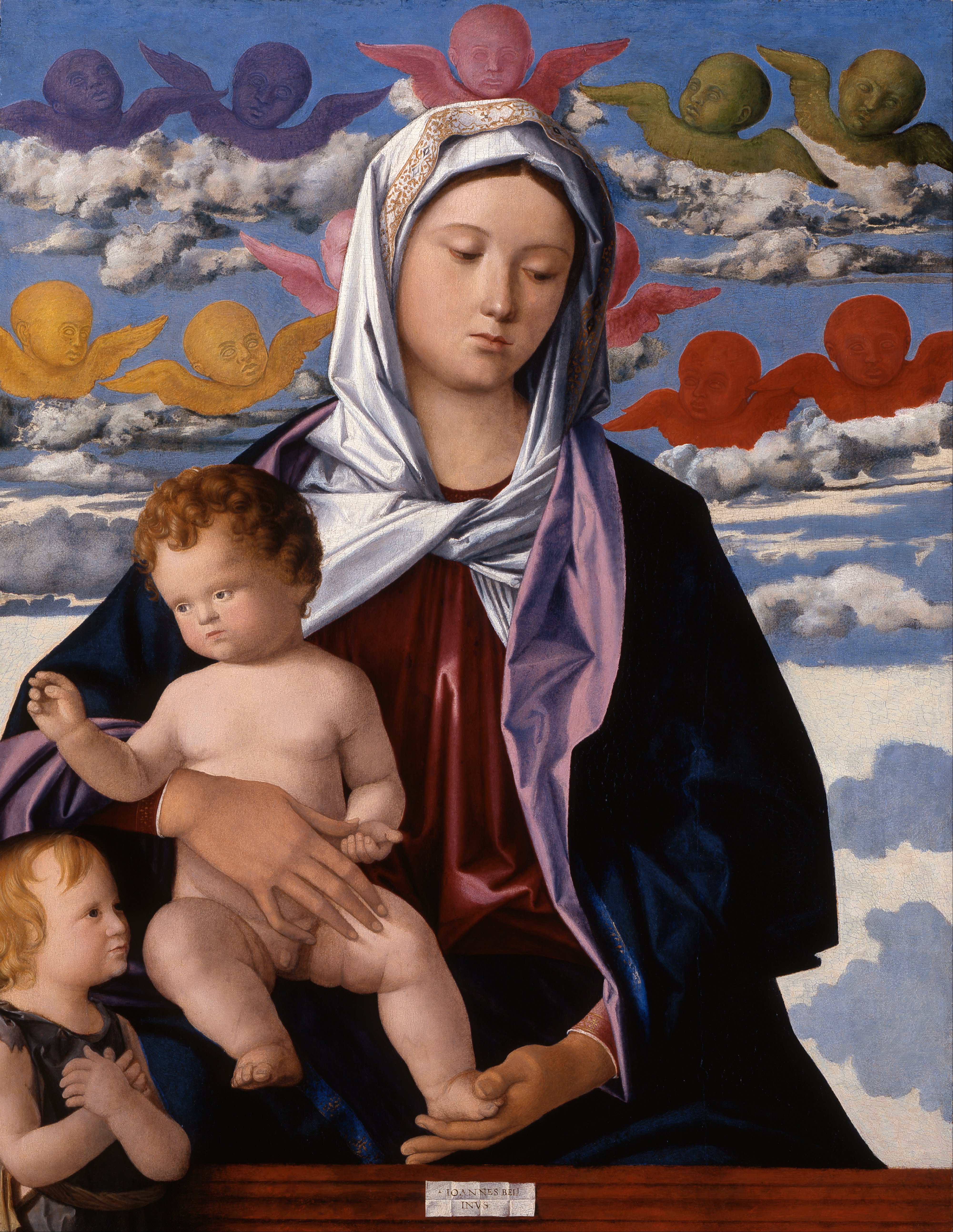
Джованні Белліні. «Мадонна з немовлям», до 1500 р.
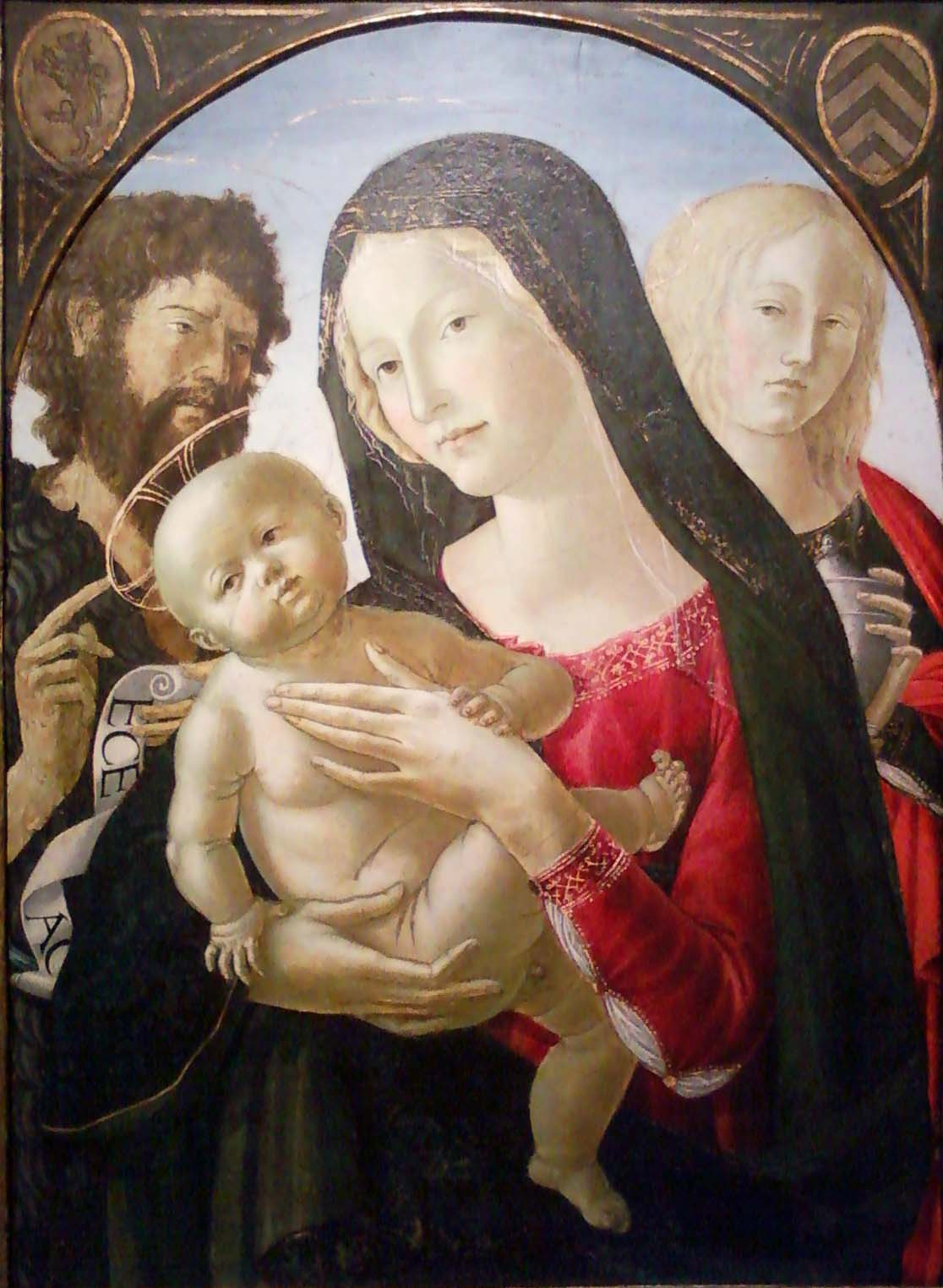
Нероччо де Ланді. Мадонна з немовлям, Іваном Хрестителем та Марією Магдалиною (Індіанаполіс)
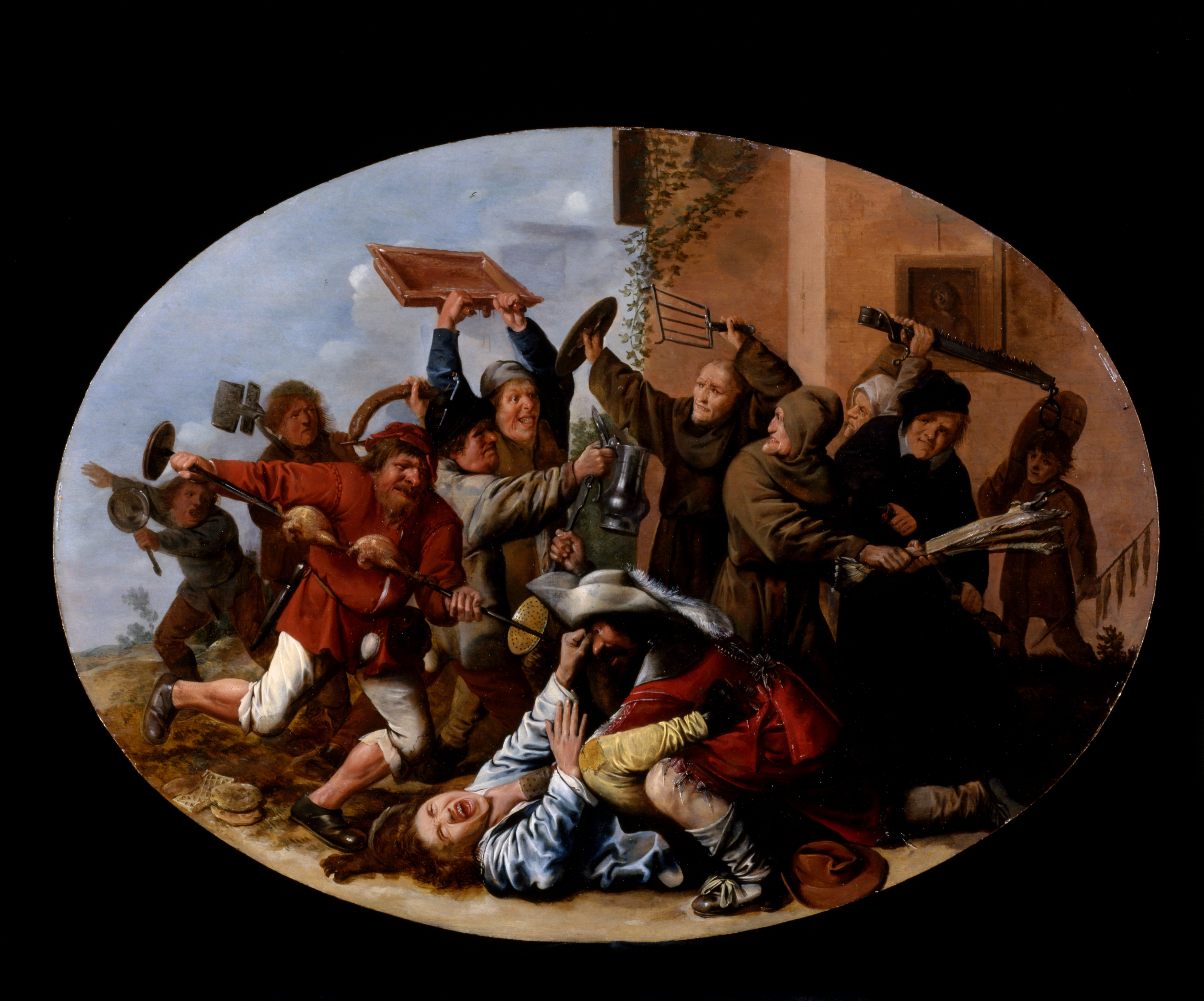
Ян Мінзе Моленар. « Бійка між прихильниками Масляної і Посту », до 1634 р.
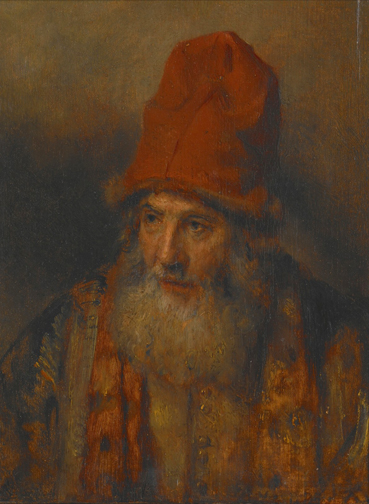
Рембрандт. «Невідомий у червоному капелюху», бл. 1652 р.
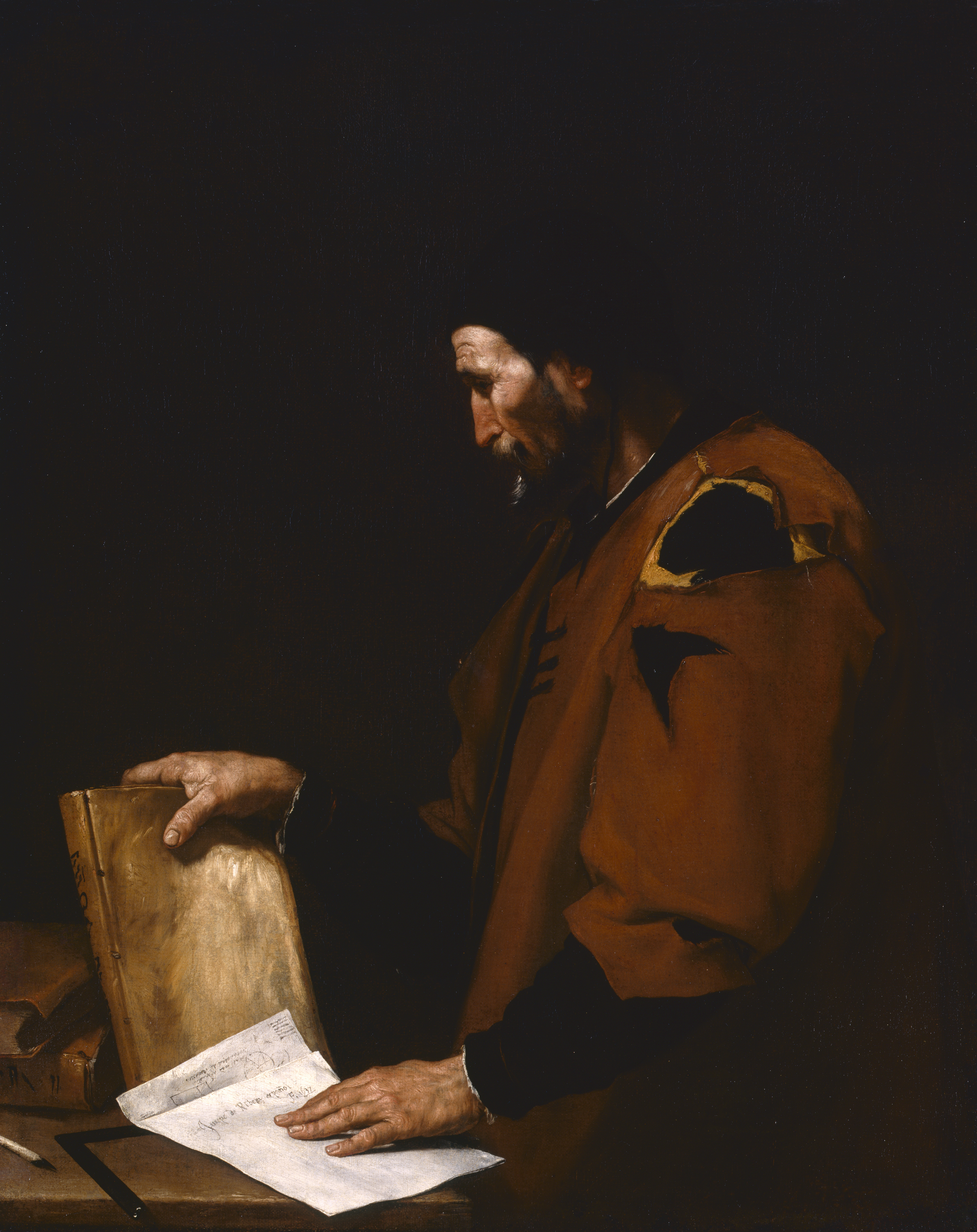
Хосе де Рібера. Так званий « Аристотель (Рібера)», серія «Філософи», 1637 р.
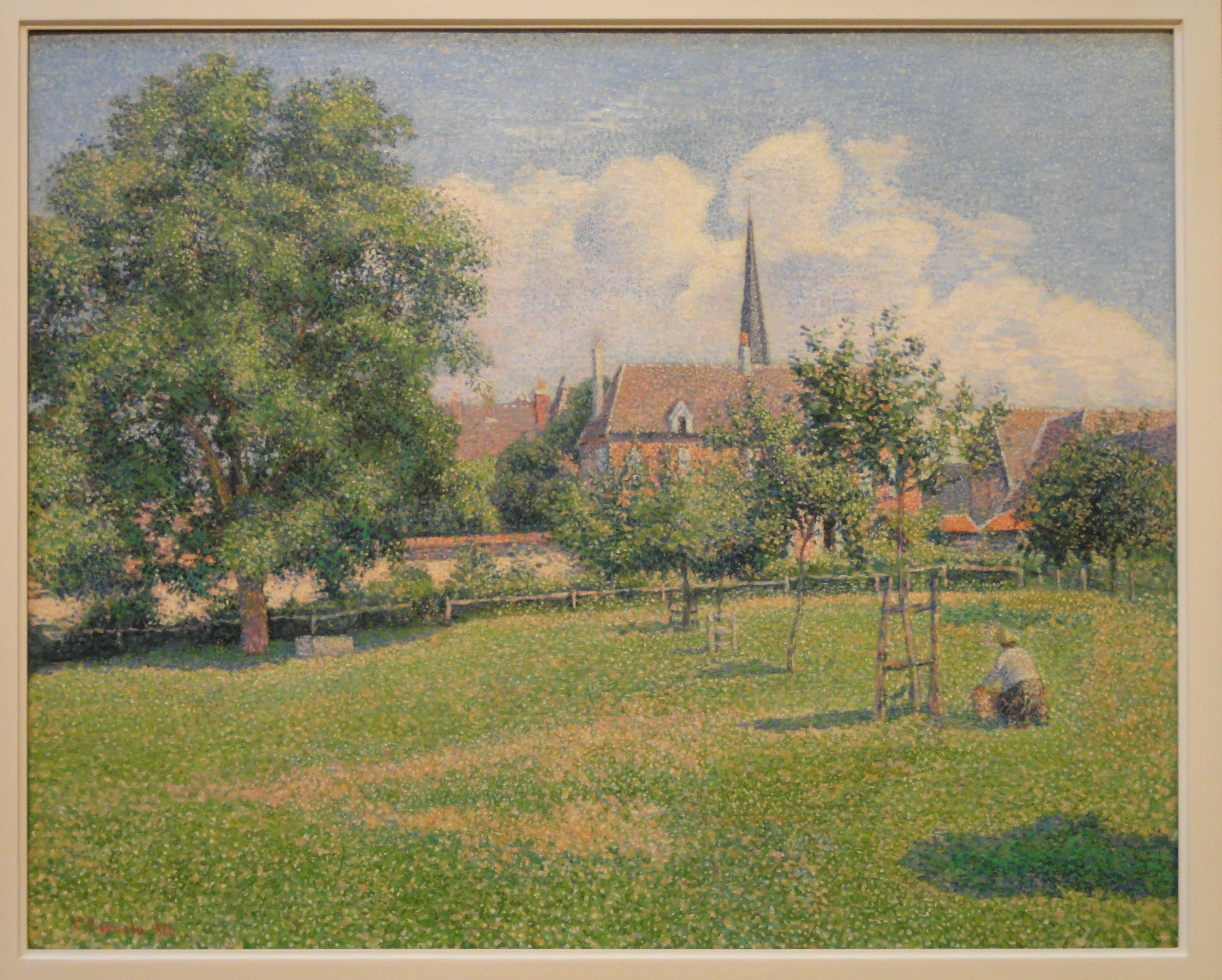
Каміль Піссарро. « Будинок глухої жінки та дзвіниця у Ераньї », 1886, Музей мистецтв Індіанаполіса, США